# Everyman Chess
Popular Chess, anteriormente conhecida como Everymann Chess e Cadogan Chess, é uma grande editora de livros e CDs sobre xadrez . "Everyman" é uma marca registrada da Random House e a sede da empresa fica em Londres. O ex-campeão mundial de xadrez Garry Kasparov é seu principal conselheiro e John Emms é o editor geral, auxiliado por Richard Palliser . A empresa agora é conhecida como "Gloucester Publishers".
Em 2024, foi anunciado que a Popular Chess foi vendida para a Quality Chess. Devido a uma questão de direitos, Everyman teve que continuar com o nome Popular Chess.
Além de livros individuais, a empresa publica algumas séries de livros. Algumas de suas séries de livros mais famosas são:
- Winning Chess do Grande Mestre Yasser Seirawan;
- Starting Out - vários escritores, incluindo John Emms, Chris Ward, Glenn Flear, Joe Gallagher, Richard Palliser e John Shaw;
- Move by Move - vários escritores, incluindo John Emms, Steve Giddins, Adam Hunt, Colin Crouch e Cyrus Lakdawala;
- Meus Grandes Predecessores de cinco volumes de Garry Kasparov;
- Modern Chess - Garry Kasparov;
- Série de livros sobre aberturas Dangerous Weapons.

A série Starting Out é composta por livros de nível introdutório para jogadores com ELO em torno de 1500, que já avançaram além do nível iniciante. Esses livros geralmente contêm uma visão geral estratégica, juntamente com notas sobre se as linhas são teóricas ou não. John Watson destacou que a principal fraqueza da série é a falta de profundidade teórica. Os recursos da série Starting Out são avisos em negrito e os rótulos com dicas, avisos e notas. O amplo público-alvo tornou a série Starting Out bastante popular. Um crítico expressou preocupação com o fato de muitos títulos passaram a ser incluídos na série como uma forma de aumentar as vendas, quando, na realidade, seriam melhor aproveitados em uma série de enfoque mais teórico.